# Ponte Alexandrino de Alencar

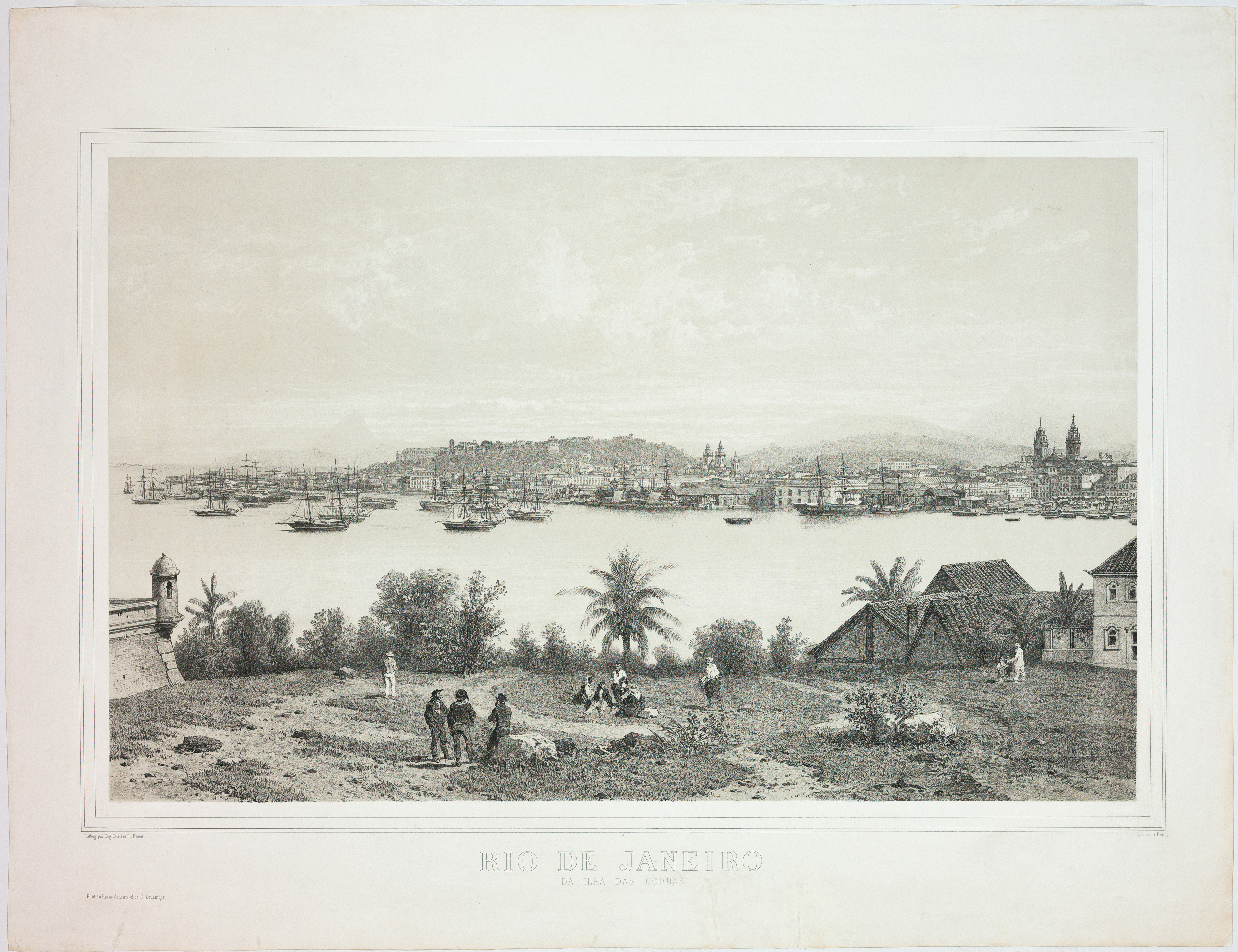
Litografi med utsikt från Ilha das Cobras mot fastlandet 1841. Platsen för hängbron till höger strax utanför bilden.

Ponte Alexandrino de Alencar var en hängfärja i Rio de Janeiro i Brasilien.
Hängfärjan gick över ett sund vid Guanabarabukten mellan Saúde i Rio de Janeiro på fastlandet och Ilha das Cobras, där den brasilianska marinens varv Arsenal da Marinha do Rio de Janeiro ligger.
Den byggdes 1910–1914 och öppnades för trafik 1915. Den revs 1935, efter det att den ersatts av den från 1930 byggda fasta bron Ponte Arnaldo Luz. Hängfärjans spann var 171 meter långt och seglingshöjden 20 meter. 
Gondolen var fast förbunden med rälsvagnen, vilken hade elmotorer för sin framdrift. Den tog 400 passagerare.
Hängfärjan namngavs efter den dåvarande brasilianska marinministern, amiralen och senatorn  Alexandrino de Alencar (1848–1926).

### Allmänna källor
- Rio de Janeiro Transporter Bridge på structurae.net
- Om hängfärjan i Rio de Janeiro på www.kufee.nl